# Хошила
Хошила (кит. 元明宗; 22 декабря 1300 — 30 августа 1329) — девятый император династии Юань (китайское храмовое имя — Ю-чжу); девиз правления — Чжишунь (1329), тринадцатый великий хан (хаган, каган) Монгольской империи (монгольское храмовое имя — Кутукту-хаган).

## Биография
Хошила был старшим сыном китайского императора и монгольского хана Хайсана (Кулуг-хагана). Его матерью была монголка. Согласно договоренности между братьями Хайсаном и Аюрбарибадой, после смерти последнего императорский престол должен был унаследовать Хошила. Однако император Аюрбарибада нарушил свою клятву и назначил наследником престола своего собственного сына Шидэбала. В 1316 году Хошила получил титул «князь Чжоу» и был отправлен в ссылку в провинцию Юньнань. После неудачного восстания в Шэньси Хошила бежал в Чагатайский улус, где пользовался поддержкой хана Эсен-Буки (1309—1318).
По смерти Есун-Тэмура хаганом в октябре 1328 года был объявлен в Шанду его сын Араджабиг, поддержанный большинством монгольских нойонов, которых возглавлял некий Дорчи. Однако командующий войсками в городе Ханбалсаган, вельможа Эль-Тэмур одновременно провозгласил хаганом второго сына Хайсана — Туг-Тэмура, который был законным наследником престола по обещанию, данному его отцу Хайсану еще в 1308 году Аюрбарибадой. В 1328 году между Ханбалсаганом и Шанду шли бои войск Эль-Тэмура и Дорчи. Дорчи потерпел поражение и сдался на милость победителя, осенью 1328 года Туг-Тэмур и Эль-Тэмур заняли Дайду.
Одновременно в борьбу за власть вмешался брат Туг-Тэмура Хошила, до того сидевший в Восточном Туркестане; обещание Аюрбарибады могло относиться и к нему. При военной помощи чагатайских ханов Хошила вступил в Монголию, где получил поддержку большинства знатных монгольских князей и нойонов. На курултае Хошила провозгласил себя хаганом в Каракоруме (рубеж 1328/1329 гг.) и двинулся на Ханбалсаган. В феврале 1329 года великий монгольский император Туг-Тэмур, сидевший с осени 1328 года в Даду, изъявил ему покорность и уступил престол. В ответ Хошила провозгласил Туг-Тэмура своим наследником.
Однако шаг Туг-Тэмура был лишь видимостью, в августе 1329 года он убил своего брата Хошилу и занял ханский трон. Старший сын Хошилы — Тогон-Тэмур был сослан в вассальную Корею, а его мать убита. После этого, наконец, Туг-Тэмур полностью устранил силы Араджабига. В конце 1329 года у Империи снова был неоспоримый повелитель. При Туг-Тэмуре, продолжателе дела своего отца Хайсана, «старомонгольская» партия была полностью отстранена от дел, конфуцианство же восстановило и приумножило своё влияние.